# Forsby FF
Forsby FF är en fotbollsklubb i Köping som grundades 1936. 
Fram till 1936 gick klubben under namnet BK Viking, men det gick inte att registrera den som BK Viking eftersom namnet redan var upptaget. Forsby FF var i början en klubb utanför staden, men tillhör numera Köpingsföreningarna. Forsby FF är Köpings största fotbollsförening och den femte största i Västmanlands län. Herrlaget spelar för närvarande i Västmanlands division 7. Deras hemmaarena är Kristinelunds sportfält,Samt Köping IP.Tränare är Björn Blomgren, Kenny Olsson, Petter Oskarsson. 
Damlaget spelar i div 3 och tränas av Janne Saari. 
Damlagets hemma arena är Köpings ip. 